# کاکتوس‌های گرد برزیلی
فرایلیا(نام علمی: Frailea) نام یک سرده از تیره کاکتوس است.